# Mese a pópáról meg Baldáról, a szolgájáról
A Mese a pópáról meg Baldáról, a szolgájáról (oroszul: Сказка о попе и о работнике его Балде vagy Skazka o pope i o rabotnyike ego Balgye) Alekszandr Puskin verses tündérmeséje, amelyet 1830. szeptember 13-án Boldinói tartózkodása alatt írt egy orosz népmese nyomán. Puskin felolvasta Gogolnak 1831-ben, akinek tetszését nagyon elnyerte. A mesét először a szerző halála után 1840-ben jelentette meg Vaszilij Zsukovszkij. A cenzúra miatt változtatásokat kellett végrehajtani: a pópát kereskedőre cserélték. Magyarul először 1953-ban jelent meg Illyés Gyula fordításában a Mese Szaltán cárról című kötetben az Ifjúsági Könyvkiadó által. A történet sok hasonlóságot mutat a Koplaló Mátyás című magyar népmesével.

## Történet
|  | Alább a cselekmény részletei következnek! |

Egy pópa a piacon megpillantja Baldát, akit megkér, szolgáljon nála. Balda beleegyezik, cserébe viszont a szolgálati idő leteltével három fricskát ad a pópának. Miután kezd letelni a szolgálati idő, a pópa egyre jobban fél a fizetségtől. Felesége javaslatára elküldi a fiút, hogy hajtsa be az ördögökön a pópának tett ígéretüket, miszerint adják meg neki az ígért takarmányt. Balda lemegy a tengerhez, ahol az ördögök próbákra hívják ki őt. Először a tenger körbefutása, másodszor bunkósbothajítással végül egy ló felemelésével. Baldának mindhárom kihívás sikerül furfanggal. Végül megkapja a dézsmát. Végül a pópa megkapja a fizetséget.
A mese szövege
|  | Itt a vége a cselekmény részletezésének! |

## Feldolgozások
- Сказка о попе и о работнике его Балде 1933-tól 1936-ig készült, szovjet animációs film, rendezte: Mihail Csehanovszkij
- Сказка о попе и о работнике его Балде 1940-ben készült, szovjet animációs film, rendezte: Pantelejmon Sazonov[1]
- Сказка о попе и о работнике его Балде 1956-ban készült, szovjet bábfilm, rendezte: Anatolij Karanovics[2]
- Сказка о попе и о работнике его Балде 1974-ben készült, szovjet animációs film, rendezte: Inessa Kovalevszkaja[3]